# اعمال خشونت (فیلم ۲۰۱۸)
اعمال خشونت (به انگلیسی: Acts of Violence) یک فیلم اکشن محصول سال ۲۰۱۸ با بازی بروس ویلیس، کول هاسر، شان اشمور، اشتون هولمز، ملیسا بولونا، سوفیا بوش و مایک اپس است. این فیلم توسط نیکولاس آرون مزیاتوو نوشته شده و توسط برت دونوو کارگردانی شده است.

## داستان
پس از اینکه قاچاقچیان انسانی، نامزد برادرشان را ربوده اند، جانباز جنگی (کول هاسر) با برادرانش (شان اشمور و آشتون هولمز) برای نجات او کار می کنند. جستجوی آنها آنها را به یک پلیس تحقیق می‌کند که حلقه های قاچاق را مورد بررسی قرار می‌دهد، اویوری (بروس ویلیس)، که به زودی به علت پیوستن به سازمان برای به دست آوردن آن می‌پردازد.

## بازیگران
- بروس ویلیس ... کارآگاه جیمز اوری
- کول هاسر ... دکلان مک گرگور
- شان اشمور ... براندون مک گرگور
- آشتون هولمز ... روم مک گرگور
- ملیسا بولونا ... میا
- سون برسنن وینس
- سوفیا بوش ... کارآگاه بروک بیکر
- مایک اپس ... ماکس واوینتون
- تیفانی براوور ... جسا مک گرگور
- جنا بیل کلی ... هالی
- پاتریک سنت اسپریت
- رتیمی ... فرانک
- متیو تی. متلرر ... ریچارد
- کایل استیفانسکی به عنوان دیویس
- بوید کستنر به عنوان استیونز

## تولید
فیلمبرداری در ماه مارس ۲۰۱۷ در کلیولند، اوهایو آغاز شد. 